# Yibal
Yibal is het belangrijkste olieveld van Oman.

## Geschiedenis
Het veld is door Shell ontdekt in 1962 in een zuidelijke expansie van het Arabisch-Perzisch oliebekken. De productie begon in 1969 en nam gradueel toe. Yibal diende als uitstalraam van de meest geavanceerde technologieën inzake olie-exploitatie, namelijk de horizontale boringen.
In 1998 werden nog 250.000 vaten/dag naar boven gepompt, maar vanaf dat moment liep de productie sterk terug. De hedendaagse productie, in 2007, ligt in de orde van 80.000 vaten/dag. Het olieveld is een leerschool geweest, waar de neveneffecten van de moderne exploitatietechnieken voor het verval gezorgd hebben: zij hebben de uitputting van de voorraden versneld en kunnen zelfs het reservoir beschadigen en zo de laatste reserves doen slinken.
Yibal heeft in totaal al 1.600.000 vaten olie naar boven gepompt. Zijn totale productie zou minder dan 2 miljoen vaten moeten bedragen.